# Табуни, Бухтар
Бухтар Табуни (род. 1979) — индонезийский папуасский политический и общественный деятель. Активист движения за независимость Западного Папуа, лидер Национального комитета Западного Папуа.
Родился в небольшой деревне Папани; точная дата рождения неизвестна. С 1988 года изучал инженерные науки в Макасаре. Политической деятельностью занялся после случайной гибели своего дальнего родственника Опинуса Табуни во время разгона мирной демонстрации в Вамене (9 августа 2008 года). Являлся одним из основателей Национального комитета Западного Папуа (Komite Nasional Papua Barat, KNPB). Организовывал акции протеста и поддержки компании International Parlamentarians for West Papua. 3 декабря 2008 года был арестован и приговорен к десяти годам тюрьмы. После беспорядков в исправительной колонии в Абепуре в декабре 2010 года его обвинили в участии в их организации. Организация «Международная амнистия» признала его узником совести. 17 августа 2011 года его выпустили из тюрьмы, но 18 июня 2012 года он был вновь арестован индонезийскими властями за организацию папуасских протестов и незаконное ношение оружия и вновь приговорён к десяти годам заключения.